# Bahía de Hangzhou
La bahía de Hangzhou (en chino tradicional, :杭州 湾; pinyin, Hangzhou Wan) es una bahía o ensenada del mar de China Oriental, cuyas costas pertenecen a la provincia de Zhejiang y a la municipalidad de Shanghái. El río Qiantang desemboca en esta bahía.
Se encuentra al sur de Shanghái, y termina en la ciudad de Hangzhou. En aguas de la bahía de Hangzhou hay muchas islas pequeñas, que son nombradas  colectivamente como islas Zhoushan.
La bahía es conocida por tener el mayor macareo, siendo de hasta 9 metros de alto, y que viaja hasta 40 kilómetros por hora. El macareo es especialmente elevado durante el Festival de Medio Otoño, cuando varios miles de turistas vienen a ver el magnífico macareo de río Qiantang.
La bahía es atravesada por el puente de la bahía de Hangzhou, La construcción se inició el 8 de junio de 2003 y su inauguración fue el 14 de junio de 2008. Es el segundo puente más largo del mundo, y el primero de los que cruzan sobre el mar. Ha logrado acortar el viaje entre el este de Zhejiang y Shanghái de 400 a 80 kilómetros.